# Conseil national de la communication audiovisuelle
Le Conseil National de la Communication Audiovisuelle (abrégé en CNCA) était une autorité administrative indépendante de régulation de l'audiovisuel (télévision et radio seulement) en Côte d'Ivoire. Elle a été remplacée, courant 2011, par la Haute Autorité de la communication audiovisuelle
.

## Actions
Le CNCA avait les missions suivantes :
- Assurer le respect des principes définis ;
- Garantir et d’assurer la liberté et la protection de la communication audiovisuelle dans le respect de la loi ;
- Veiller au respect de l’éthique et de la déontologie en matière d’information ;
- Garantir l'équité des Institutions de la République, des partis politiques, des associations et des citoyens aux organes officiels d’information et de communication ;
- Favoriser et de garantir le pluralisme dans l’espace audiovisuel ;
- Concourir à l’attribution des fréquences de radiodiffusion sonore et télévisuelle ;
- Élaborer et de contrôler le respect des conventions ainsi que les prescriptions du cahier des charges annexé à ces conventions ;
- Veiller à la qualité et à la diversité des programmes, au développement et à la promotion de la communication audiovisuelle nationale, ainsi qu’à la mise en valeur du patrimoine culturel national, africain et universel ;
- Exercer un contrôle par tous les moyens appropriés sur notamment l’objet, le contenu, les modalités de programmation des émissions publicitaires et parrainées ;
- Garantir l’indépendance et d’assurer l’impartialité du secteur public de la communication audiovisuelle, notamment la radiodiffusion sonore et télévisuelle.